# Rosario, Oaxaca
Rosario är en ort i Mexiko.   Den ligger i kommunen Santa María Peñoles och delstaten Oaxaca, i den sydöstra delen av landet, 300 km sydost om huvudstaden Mexico City. Rosario ligger 1 849 meter över havet och antalet invånare är 182.
Terrängen runt Rosario är huvudsakligen kuperad. Rosario ligger nere i en dal. Runt Rosario är det ganska glesbefolkat, med 32 invånare per kvadratkilometer. Närmaste större samhälle är San Miguel Peras, 15,0 km söder om Rosario. I omgivningarna runt Rosario växer i huvudsak blandskog.